# 延安北站
延安北站原有既有线9股道，机务段1处，货物线2条，粮库专用线、卸油线、延长油库专用线、长庆油田专用线、救援列车停留线各1条。
目前正在随包西铁路建设进行站改工程，正线增建二线，站线股道有效长由850米延长至1050米，换装信号联锁设备。